# Museumsverband Baden-Württemberg
Der Museumsverband Baden-Württemberg e.V. ist der 1976 gegründete Fachverband der Museen in Baden-Württemberg.

## Geschichte
1924 wurde in Kempten der Schwäbische Museumsverband gegründet, der auch württembergische Mitglieder aufnahm. Im Dezember 1933 wurde dann für Württemberg und Hohenzollern der Württembergische Museumsverband gegründet.
Von 1962 bis 1978 erschien die Zeitschrift Der Museumsfreund : aus Heimatmuseen und Sammlungen in Baden-Württemberg / hrsg. im Auftrag der Staatlichen Ämter für Denkmalpflege in Baden-Württemberg vom Württembergischen Museumsverband, Stuttgart, in Zusammenarbeit mit den Badischen Heimatmuseen. Aus dieser Zusammenarbeit entstand 1976 der Museumsverband Baden-Württemberg e.V., in dem der Württembergische Museumsverband e.V. aufging.

## Zweck des Vereins
Der Museumsverband Baden-Württemberg e.V. ist ein gemeinnütziger Verein der die Förderung der Museumsarbeit zum Ziel hat. Dieses Ziel verfolgt er, indem er Voraussetzungen für den Erfahrungsaustausch und die Zusammenarbeit zwischen Museen schafft, Museen bei der Erfüllung ihrer Aufgaben berät und Fortbildungsveranstaltungen organisiert, sowie die Interessen der Museen und der im Museumsbereich tätigen Mitarbeiter vertritt.

## Mitglieder
Die Mitgliedschaft im Verband können Museen (unabhängig von Trägerschaft und Rechtsform) und deren Träger, sowie natürliche oder juristische Personen, die im Museumswesen tätig sind bzw. sich mit Heimat- und Denkmalpflege oder mit Kulturgeschichte befassen beantragen.
Zum 40-jährigen Jubiläum 2016 hatte der Verband 627 Mitglieder.

## Leitungsgremium
Leitungsgremium des Verbandes ist der Vorstand, der aus einem Vorsitzenden (seit 1987 Präsident) und zwei Stellvertretern, Schatzmeister, Schriftführer und Beisitzern besteht. Zudem gibt es einen Beirat dem sowohl gewählte, als auch aufgrund ihres Amtes gesetzte Mitglieder aus der staatlichen Kultusverwaltung angehören.
Vorsitzende/Präsidenten
- 1976–1979 Hans-Ulrich Roller, Württembergisches Landesmuseum Stuttgart
- 1979–1991 Walter Dürr, Museum im Prediger Schwäbisch Gmünd
- 1991–1993 Harald Siebenmorgen, Museum Schwäbisch Hall / ab 1992 Badisches Landesmuseum Karlsruhe
- 1993–1999 Karl-Heinz Rueß, Städtische Museen Göppingen
- 1999–2008 Kirsten Fast, Städtische Museen Esslingen am Neckar
- 2008–2014 Michael Hütt, Städtische Museen Villingen-Schwenningen
- 2014–2023 Jan Merk, Markgräfler Museum Müllheim
- 2023–2026 Sabine Mücke, Museum Humpis-Quartier, Ravensburg[7]

## Kooperationen
Mit der Landesstelle für Museumsbetreuung Baden-Württemberg gab der Verband den Museumsführer Baden-Württemberg heraus der zuletzt 2013 in 7. Auflage erschienen ist. Abgelöst wurde der Museumsführer durch das Netmuseum.
Seit 2015 ist der Verband institutioneller Partner des vom Bundesministerium für Bildung und Forschung geförderten innovativen wissenschaftlichen Weiterbildungsstudiengangs „museOn“ an der Albert-Ludwigs-Universität Freiburg.
Der Museumsverband kooperiert mit dem Landesverband Museumspädagogik Baden-Württemberg e.V.

## Lotto-Museumspreis Baden-Württemberg
Seit 2015 vergeben der Museumsverband Baden-Württemberg und die Staatlichen Toto-Lotto GmbH Baden-Württemberg den Lotto-Museumspreis Baden-Württemberg, der 2022 mit insgesamt 45.000 Euro dotiert ist. Dabei werden Beispiele für herausragende Ausstellungskonzepte, Neuinszenierungen, gelungene Kooperationen oder museumspädagogische Angebote in nichtstaatlichen Museen prämiert.